# Туэро, Эстебан
Эстеба́н Туэ́ро (исп. Esteban Tuero; 22 апреля 1978, Буэнос-Айрес, Аргентина) — аргентинский автогонщик, участник чемпионата мира по автогонкам в классе Формула-1.

## Биография
В детстве занимался картингом. В 1996 году участвовал в итальянском чемпионате Формулы-3, в 1996 году перешёл в Формулу-3000. На следующий год соревновался в Формуле-Ниппон. В 1998 году принял участие в чемпионате мира Формулы-1 за рулём «
Минарди» в возрасте 19 лет (Туэро — третий на тот момент по молодости дебютант Формулы-1 после Майка Такуэлла и Рикардо Родригеса.) За сезон финишировал только четыре раза, лучшим результатом стало восьмое место в Сан-Марино. На Гран-при Японии столкнулся во время гонки с Тораносукэ Такаги и повредил шейные позвонки. С 1999 года участвует в аргентинском чемпионате кузовных автомобилей.

## Результаты выступлений в Формуле-1
| Легенда к таблице |                                                                    |
| --- | ------------------------------------------------------------------ |
| В таблице перечислены результаты всех Гран-при Формулы-1, в которых принимал участие гонщик. Строками таблицы являются сезоны, столбцами — этапы чемпионата мира. В каждой клетке указаны сокращённое название этапа и результат, дополнительно обозначенный цветом. Расшифровка обозначений и цветов представлена в нижеследующей таблице. |                                                                    |
| \| Пример \| Описание \| \| ------------ \| ------------------------------------------------------------------ \| \| 1 \| Победитель \| \| 2 \| Второе место \| \| 3 \| Третье место \| \| 5 \| Финишировал, заработав очки \| \| Сход \| Не финишировал, но при этом заработал очки \| \| 12 \| Финишировал, не получив очков \| \| НКЛ \| Финишировал, но не попал в финальную классификацию \| \| 15 \| Участвовал вне зачёта, либо по отдельной классификации \| \| 18 \| Не финишировал, но попал в финальную классификацию \| \| Сход \| Не финишировал \| \| НКВ \| Не прошёл квалификацию \| \| НПКВ \| Не прошёл предквалификацию \| \| ДСК \| Дисквалифицирован \| \| ИСК \| Исключён из протокола соревнований \| \| ТТ \| Заявлен для участия только в тренировках \| \| НС \| Участвовал в квалификации, но не стартовал в гонке \| \| Т \| Травмирован или болен \| \| ОТК \| Отказ от участия \| \| НТР \| Прибыл на соревнования, но на трассу не выезжал \| \| НПР \| Был заявлен в числе участников, но не прибыл к началу соревнований \| \| О \| Соревнования отменены \| \| \| Не участвовал \| \| Поул-позиция \| \| \| Быстрый круг \| \| |                                                                    |
| Пример | Описание                                                           |
| 1 | Победитель                                                         |
| 2 | Второе место                                                       |
| 3 | Третье место                                                       |
| 5 | Финишировал, заработав очки                                        |
| Сход | Не финишировал, но при этом заработал очки                         |
| 12 | Финишировал, не получив очков                                      |
| НКЛ | Финишировал, но не попал в финальную классификацию                 |
| 15 | Участвовал вне зачёта, либо по отдельной классификации             |
| 18 | Не финишировал, но попал в финальную классификацию                 |
| Сход | Не финишировал                                                     |
| НКВ | Не прошёл квалификацию                                             |
| НПКВ | Не прошёл предквалификацию                                         |
| ДСК | Дисквалифицирован                                                  |
| ИСК | Исключён из протокола соревнований                                 |
| ТТ | Заявлен для участия только в тренировках                           |
| НС | Участвовал в квалификации, но не стартовал в гонке                 |
| Т | Травмирован или болен                                              |
| ОТК | Отказ от участия                                                   |
| НТР | Прибыл на соревнования, но на трассу не выезжал                    |
| НПР | Был заявлен в числе участников, но не прибыл к началу соревнований |
| О | Соревнования отменены                                              |
| | Не участвовал                                                      |
| Поул-позиция |                                                                    |
| Быстрый круг |                                                                    |

| Год  | Команда      | Шасси        | Двигатель     | 1        | 2        | 3        | 4     | 5      | 6        | 7        | 8        | 9        | 10       | 11     | 12       | 13       | 14     | 15       | 16       | Место | Очки |
| ---- | ------------ | ------------ | ------------- | -------- | -------- | -------- | ----- | ------ | -------- | -------- | -------- | -------- | -------- | ------ | -------- | -------- | ------ | -------- | -------- | ----- | ---- |
| 1998 | Minardi Team | Minardi M198 | Ford Cosworth | АВС Сход | БРА Сход | АРГ Сход | САН 8 | ИСП 15 | МОН Сход | КАН Сход | ФРА Сход | ВЕЛ Сход | АВТ Сход | ГЕР 16 | ВЕН Сход | БЕЛ Сход | ИТА 11 | ЛЮК Сход | ЯПО Сход | 19    | 0    |